# Natural and Soulful Blues
Natural and Soulful Blues — студійний альбом американського блюзового музиканта Чемпіона Джека Дюпрі, випущений в 1961 році лейблом Atlantic.

## Опис
Цей альбом Чемпіона Джека Дюпрі був записаний 17 червня 1960 року в Лондоні, Англія. Окрім Дюпрі у записі взяли участь басист Джек Феллон і гітарист Алексіс Корнер. Альбом вийшов у 1961 році на лейблі Atlantic. Серед пісень кавер-версія «How Long Blues» Лероя Карра, яка вважається блюзовим стандартом. 1961 року Atlantic випустив «Mother-In-Law Blues»/«Evil Woman» на синглі (#2095). 2005 року альбом був перевиданий на CD.

## Список композицій
1. «Seafood Blues» (Джек Дюпрі) — 3:15
2. «Death of Big Bill Broonzy» (Джек Дюпрі) — 3:52
3. «Don't Leave Me Mary» (Джек Дюпрі) — 2:54
4. «Rampart Street Special» (Джек Дюпрі) — 3:02
5. «How Long Blues» (Лерой Карр) — 2:51
6. «Bad Life» (Джек Дюпрі) — 3:08
7. «Mother-In-Law Blues» (Джек Дюпрі) — 3:12
8. «Slow Drag» (Джек Дюпрі) — 3:29
9. «Dennis Rag» (Джек Дюпрі) — 3:32
10. «Bad Luck Bound to Change» (Алекс Корнер) — 3:15

## Учасники запису
- Чемпіон Джек Дюпрі — фортепіано, вокал
- Алексіс Корнер — гітара (2, 3, 6, 7)
- Джек Феллон — контрабас

Технічний персонал
- Нільс Гульдбрансен — фотографія
- Френк Бріггс — текст